# Livtag: portræt af billedhugger Gerda Thune Andersen
|  | Denne artikel er oprettet af botten Steenthbot ud fra en ekstern database. Den kan derfor have sproglige fejl eller mangler. Denne skabelon kan fjernes efter kontrol af indholdet. |

Livtag: portræt af billedhugger Gerda Thune Andersen er en dansk portrætfilm fra 2012 instrueret af Lars Skov og Annette Skov.

## Handling
Den danske billedhugger Gerda Thune Andersen (f. 1932) fortæller om sin tilgang til livet og kunsten, og vi følger den kunstneriske skabelsesproces i værkstedet og møder hende til fernisering, i støberiet og sammen med kolleger.